# S Voice
S Voice — це голосовий помічник або асистент, якого розробив Samsung. Перший раз S Voice була представлена в Samsung Galaxy S III. Вона може підключити Bluetooth, відкрити додаток, подзвонити до когось і так далі. Також можна її активувати через словосполучення Hi Galaxy.
У Samsung Galaxy S8 був замінений Bixby. У Galaxy S8 і S8+ було оголошено, що Bixby стане основним оновленням і заміною S Voice з попередніх телефонів. Його було припинено 1 червня 2020 року.